# 民法大全

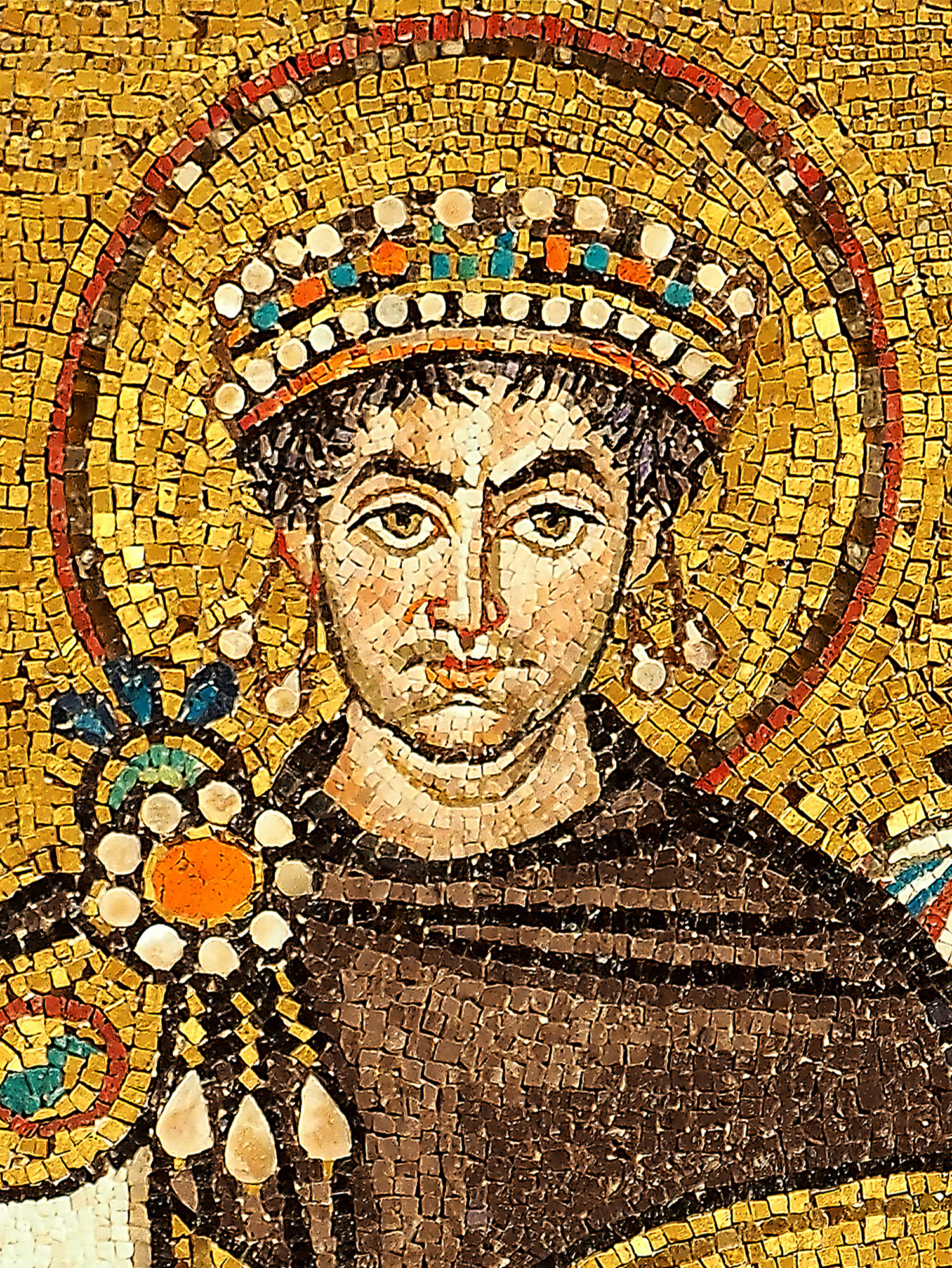
查士丁尼一世的马赛克镶嵌画，保存于意大利圣维塔堂。

《民法大全》（Corpus Juris（亦作Iuris） Civilis），又称《查士丁尼法典》或《国法大全》，是东罗马帝国皇帝查士丁尼一世下令，由法学家特里波尼亚努斯主持编纂的一部汇编式法典，完成于公元529至565年。
严格来说，《民法大全》并不是一个新的法典。《民法大全》主要收集了罗马帝国的法律，以及权威法学家的法律解释。另外，此汇编也包括了给法律学生当作法学入门教材的法学阶梯，以及查士丁尼一世所颁布的新法律。在整个编纂工程完成之后，任何对于《民法大全》的评论或者其他立法都被禁止。
在西欧，《民法大全》在中世纪复兴，作为私法被“采用”或仿效。《民法大全》的公法内容则被各世俗国和罗马教廷作为法律的论据。复兴后的罗马法又成为所有大陆法系国家民法典的鼻祖，是法学研究者研究民法学不可或缺的重要文献资料之一。民事法典的规定也影响了天主教的教会法。但《民法大全》对当时英国发展出来的普通法系的影响要小得多。

## 历史背景及编纂

### 罗马法律背景
东罗马帝国皇帝查士丁尼一世（公元527-565年在位）统治时期，罗马帝国已东西分裂，西罗马帝国在查士丁尼上台前五十年就已崩溃。但在查士丁尼一世统治期间，他成功地发动了一系列战役，重新征服了部分曾被日耳曼入侵者夺去的西部领土，包括意大利和西班牙的部分地区。 
查士丁尼寻求帝国统一的方式之一，便是通过法律。公元三世纪，罗马公民权已扩展至意大利以外的帝国领土，使得这些居民成为罗马公民，并受其民法管辖。查士丁尼组建了一个法学家委员会，负责将所有现存的罗马法汇编成一部法典。这部法典旨在将罗马法的历史传统、文化和语言传播到整个帝国。
查士丁尼一世（公元527-565年在位）统治开始时，东罗马帝国的法律极度混乱。当时的东罗马法律由两个部分组成：旧法和新法。 
旧法包括：
- 罗马共和国和早期罗马帝国时期颁布，且尚未废弃的法律;
- 罗马元老院在共和国时代及帝国开始的两个世纪期间通过的法令;
- 法学家的著作，特别是被皇帝赋予宣告法律之权的法学家著作。

虽然关于旧法的法条汇编和学术著作众多，但是许多已部分缺失或完全失传。存世的记录中，亦有诸多真实性存疑之处。各种法律文本为数众多，完整誊抄的成本太高，以至于公共图书馆也没有完整的馆藏。此外，这些著作也包含许多不一致之处。
新法则是罗马帝国中后期，皇帝颁布的法律，但也同样混乱。法条（constitutiones）数量繁多且相互矛盾。由于没有完整的汇编（早期的法典均不完整），部分法条亦必须单独搜寻。因此，查士丁尼认为有必要将有效的新旧法汇集为一个完整的法典，并且调和其中矛盾和不一致之处。

### 《查士丁尼法典》各部分的汇编
查士丁尼登基后，即任命了委员会，负责法条汇编。十名委员审查了所有尚存法条，选出依然具有实用价值的，删除了所有不必要的，在矛盾的法条中选择了其一，并修改了所有法律，以适应查士丁尼时代的情况。由此，产生了《法典》（Codex Constitutionum），于529年正式颁布。所有不在《法典》中的帝国法律均被废除。该《法典》原始版本已经丢失，但其534年的修订版作为《民法大全》的一部分依然传世。
法典的颁布和成功鼓励了查士丁尼，让其开始尝试更困难的任务，既汇总、简化法学家的著作。此前，权威法学家著作的矛盾之处为处理诉讼造成了困难。从530年起，16名杰出的律师组成了新委员会，开始将众多法学家的著作编纂、阐明、简化及排列顺序。其成果于533年发表，存于50本书中，后来被称为《学说汇纂》。《学说汇纂》作为法律颁布，具有法律效力。此外，其它所有法学著作的官方地位均被废除。这些著作在此后，即使是为了澄清观点，也不得被引用。
大约在同一时间，查士丁尼也颁布了概述罗马法律的《法学阶梯》。
查士丁尼在534年至其在565年去世前，发布了许多涉及许多主题的法律，并在许多方面的法律做出了重大的修改。这些法律被称为《新律》。

## 《查士丁尼法典》的构成
《民法大全》由四部分组成，分别为《法典》、《学说汇纂》、《法学阶梯》以及《新律》：
1. 《法典》（Codex），收集了自哈德良皇帝（117年-138年）以后的各代皇帝敕令。近现代法律学术文献引用习惯简写为C。
2. 《学说汇纂》（Digesta或Pandectae），收集了罗马帝政时代被赋予“解答权”的法律学者们的学说。这一部分共有50卷，费时3年，于533年完成。这部分也是该书在文艺复兴前重新出现在欧洲大陆后，历代学者研究的重点。与其他三部分最大的区别是，这部分的编写往往引用了大量互相并不相容的罗马法学家的观点，从而使后人能够非常深入了解罗马法的历史与发展。然而由于编辑者时间仓促，而且全部是希腊语母语的工作人员，从事的却是当时已经有数百年历史的纯拉丁文编辑工作，所以也经常被后代研究者诟病其编写水準。这部分近现代法律学术文献引用习惯简写为D。
3. 《法学阶梯》（Iustiniani Institutiones）是皇帝命令编辑的一本法学入门教材。这部教材主要是基于公元二世纪的法学家盖约编写的同名教材，到今天仍然作为罗马法学生的使用书籍之一。该书有四卷构成，旨在对学习罗马法的学生提供一个概览。与普通教科书不同，该书的内容在某些时期曾经被赋予了法律的效力。近现代法律学术文献引用习惯简写为I。
4. 《新律》（Novellae Constitutiones Justiniani）是查士丁尼死后，法学家们整理其在位期间颁布的宪令，定为一编。《新律》共收有百余条，以希腊文和拉丁文两种文本行世，流传至今的有152条。近现代法律学术文献引用习惯简写为N。

《法典》、《學說彙纂》、《法學階梯》均以拉丁语写成。而《新律》则大部分以希腊语写成，但亦有官方的拉丁语译本，以供罗马帝国的西半部使用。

## 外部連結
- Fred H. Blume： （页面存档备份，存于）, Annotated Justinian Code.
- Corpus Iuris Civilis （页面存档备份，存于）, Hugues de la Porte, Lion, 1558-1560.